# Servicios electrónicos de pago

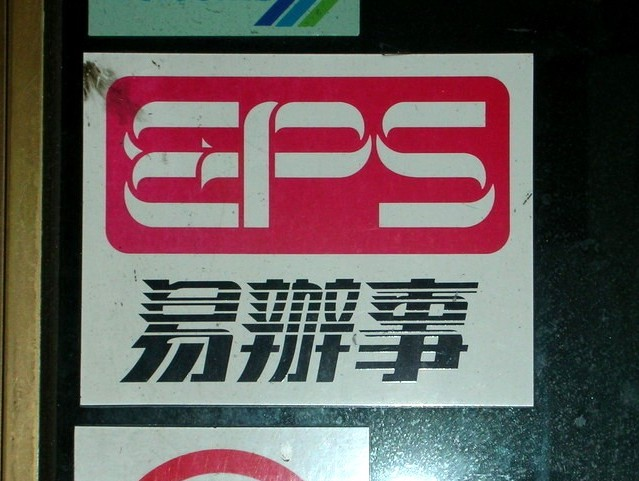
Es el logo

Servicios electrónicos de pago ( en chino: 易 办事), conocido comúnmente como EPS (por sus siglas en inglés), es el mayor sistema de pagos electrónicos en Hong Kong , Macao y Shenzhen desde 1985. El servicio es ofrecido por la empresa EPS Company (Hong Kong) Limited. Actualmente existen más de 25.000 puntos de aceptación.

## Proveedor
Fundada en 1984, la empresa EPS Company (Hong Kong) Limited (antes Electronic Payment Services Company) es actualmente un consorcio de 21 bancos principales en Hong Kong.

## Sistema
En cada lugar de venta se instala un terminal y, por lo general, se conecta a un sistema de punto de venta minorista. El terminal también puede conectarse a los bancos a través del sistema de teléfono público.
El funcionamiento del sistema es sencillo. El minorista desliza la tarjeta ATM (tarjeta de cajero automático, en español) del cliente en la terminal e introduce el importe del pago. El propietario de la tarjeta luego selecciona la cuenta bancaria adecuada e introduce el número de identificación personal(PIN, en inglés). Después de establecer una conexión exitosa con el banco, se imprimirá un recibo para el cliente y otro para el minorista.Algunos terminales automáticos requieren que el propietario de la tarjeta inserte su tarjeta ATM en una máquina de terminal, en lugar de que el vendedor deslice la tarjeta.
El pago de cada transacción se transfiere directamente desde la cuenta bancaria del pagador hacia la del receptor.

## Servicio a nivel del consumidor
Servicio EPS
EPS (易 办事) es sencillamente el uso de la tarjeta ATM o tarjeta de crédito con función ATM, sin requerir solicitud de servicio alguno.Todas las tarjetas ATM o tarjetas de crédito con función ATM que son emitidos por los bancos miembros de EPS Company pueden realizar la función EPS.
El consumidor simplemente presenta la tarjeta ATM al cajero. El cajero desliza la tarjeta del consumidor e introduce el monto de la transacción. El consumidor confirma la cantidad introduciendo el PIN de su tarjeta. Los recibos de EPS se imprimen con "ACEPTADA" para la transacción acertada.

## Servicio EPS EasyCash
Con EPS EasyCash (提款 易), los consumidores pueden retirar efectivo en más de 1.200 lugares en Hong Kong, además de poder comprar con EPS. El retiro de efectivo puede ser en múltiplos de HK$100, hasta un máximo de HK$500. El servicio EPS EasyCash también se conoce comúnmente como servicio Cashback (devolución de dinero, en español).
El servicio EPS EasyCash está actualmente disponible en las cadenas de tienda Gourmet, Great, IKEA , Mannings , MarketPlace, Massimo Dutti, Circle K, Oliver's, Parknshop , Taste, Threesizty, Vango, China Resources Vanguard (CRV), V'ole y Wellcome en Hong Kong.

## Sitio oficial
Official website
- Datos: Q5358289